# 尖角卷瓣兰
尖角卷瓣兰（学名：Bulbophyllum forrestii）为兰科石豆兰属下的一个种。

## 扩展阅读
- 維基物種上的相關：尖角卷瓣兰